# Ortrand
Ortrand és una ciutat alemanya que pertany a l'estat de Brandenburg, capital de l'Amt Ortrand. Està situada 24 kilòmetres al sud-oest de Senftenberg i a 36 al nord de Dresden.

## Ajuntament
El consistori està format per 12 regidors, repartits el 2008 entre els partits:
- CDU 6 regidors (47,9%)
- SPD 2 regidors (19,9%)
- DSU 2 regidor (19,6%)
- FDP 1 regidor (6,0%)